# Cory Violette
Cory John Violette (Boise, 13 marzo 1982) è un ex cestista statunitense.

## Carriera
Trascorse il quadriennio universitario presso la Gonzaga University, che frequentò dal 2000 al 2004. Durante il suo quarto e ultimo anno totalizzò 14,2 punti e 8,2 rimbalzi.
Il 4 agosto 2004, ventiduenne, venne ufficialmente ingaggiato dall'Aurora Basket Jesi, formazione che si apprestava a disputare il primo campionato di Serie A della propria storia. Con gli allora gialloverdi Violette scese in campo in tutte e 34 le partite di regular season di cui la metà da titolare, dividendosi lo spazio con gli altri due lunghi Goran Jurak e Michele Maggioli. In un'altalenante stagione che a fine torneo portò i marchigiani ad essere retrocessi in Legadue dopo un solo anno, Violette ebbe un'annata da 10,6 punti e 6,8 rimbalzi in 26,8 minuti di media.
Il 21 ottobre 2005 divenne ufficialmente il quarto straniero stagionale della rosa del club turco del Fenerbahçe. Oltre che in FIBA EuroCup, giocò anche venti partite di campionato, nelle quali viaggiò a 6,3 punti e 3,8 rimbalzi in 16,3 minuti di media.
Prima dell'inizio della stagione 2006-2007 Violette tornò a militare nella Serie A italiana, questa volta con la canotta della Pallacanestro Reggiana. Su trentadue presenze partì titolare in ventuno occasioni, chiudendo con medie pari a 7,5 punti e 7,1 rimbalzi in 22,2 minuti a gara. La sua annata fu considerata alquanto negativa, mentre il club emiliano si classificò al penultimo posto e retrocesse in Legadue.
Nel 2007-2008 giocò nella sua città natale con gli Idaho Stampede, formazione della NBA Development League che a fine stagione vinse poi il torneo. In cinquanta partite mise a segno 13,4 punti e catturò 7,1 rimbalzi in 28,9 minuti di media. Dal 2008 al 2011 fu invece impegnato nella Japan Basketball League con i colori dei Toshiba Brave Thunders, prima di iniziare a lavorare nel 2011 nel campo dei servizi finanziari.

## Palmarès
- Campione NBDL (2008)